# オンコリスバイオファーマ
オンコリスバイオファーマ株式会社（英：Oncolys BioPharma Inc.）は、ウイルス学を技術基盤とした日本の岡山大学発の創薬バイオベンチャーである。本社を東京都港区虎ノ門に置く。

## 概要
京都薬科大学修士卒で小野薬品工業、日本たばこ産業に勤務した浦田泰生と、岡山大学教授の藤原俊義により、2004年5月18日に設立。
2013年12月6日、東証マザーズに上場した。現在の代表取締役社長も浦田。
がんや重症感染症の患者の救済、「未来のがん治療にパワーを与えよう（Powering Future Oncotherapy）」、「がんを切らずに治す」を標榜している。
主な開発中（治験中含む）薬剤に「テロメライシン」を中心とする複数の治療薬がある。テロメライシン (OBP-301) は台湾のメディジェン（基亞生物科技股份有限公司、Medigen Biotechnology Corp.）と共同で研究開発・製造している腫瘍溶解ウイルス療法で、現在最先端のラインは第II相試験実施中の段階。また、販売中の検査薬に「見えないがんを可視化する」というコンセプトのウイルス検査薬「テロメスキャン」がある。
社内では創薬プラン開発を行い、一方製造、非臨床試験および臨床試験はアウトソーシングするファブレス経営を採用して経費と期間を短縮している。開発データに基づく、薬剤候補の開発・製造・販売権が当社の商品である。中外製薬、Transposon Therapeutics, Inc.等に導出が進んでいる（別項#開発・製造・販売権の導出）。

## 主なパイプライン（開発中薬剤）
主力の「がんを切らずに治す」テロメライシンの技術をベースに、オリジナルな OBP-301 からがん殺傷力を高めた第二世代テロメライシンOBP-702、および感染力を高めた OBP-405へ、そして第三世代は静脈に注入して全身のがんの治療をいっぺんに可能とするスーパーテロメライシン OBP-170□へと、次第に威力、影響力の強い商品になるよう、シリーズで企画・開発している。これらはフェーズ差をもちながらも、並行して進捗させている。
一方、これもテロメライシンをベースにして蛍光機能を付加した「見えないがんを可視化する」テロメスキャンは、OBP-401からOBP-1101に強化され、検査薬として販売され売上に寄与しはじめている。さらに、患部を可視化しながらの診断や治療への応用も研究されている。

### 医薬品
- OBP-301（テロメライシン; Telomelysin）[9]
  - 説明：5型のアデノウイルスのDNAの中に、ヒトテロメラーゼ逆転写酵素（hTERT）のプロモーター（転写開始制御領域）を挿入したもの。
  - 適応症：固形がん（食道がん・肝細胞がんなど）
  - 開発段階：導出先の中外製薬による第II相試験が2019年12月12日より開始していて、2020年3月31日に第一被験者組入れ予定で進行中[10]。そのほか各種適応症あるいは各種併用療法で複数の治験が進行中・準備中である[9]。
- OBP-702（Pfifteloxin）（別名：次世代テロメライシン、第2世代テロメライシン、武装化テロメライシン）[6][11][12]
  - 説明：テロメライシン（OBP-301）を、がん細胞を自然死（アポトーシス）に招くp53遺伝子を組み込むことで強力にしたもの
  - 適応症：固形がん（膵臓がん・骨肉腫など）
  - 開発段階：製造が終わり、非臨床試験進行中
  - 特記事項：2017年からAMED事業に採択され補助金受領。P1開始努力目標は2022年（までに）[13]。岡山大学からOBP-702の非臨床試験のうち、製造法並びに品質試験法の開発検討を受託したと発表[14]。
- OBP-801[15]
  - 説明：ヒストン脱アセチル化酵素（HDAC）阻害剤（エピジェネティックがん治療薬）
  - 適応症：眼疾患分野で最高のソリューション候補。また、肺がん、腎臓がん、中皮腫、婦人科がん等幅広い固形がんの治療
  - 開発段階：米国（第I相試験）

　その他：OBP-405（Telomelysin-RGD）（別名：次世代テロメライシン、第2世代テロメライシン）、OBP-170□（スーパーテロメライシン）、OBP-601（センサブジン; Censavudine）、OBP-AI-004

### 検査薬
- OBP-401（テロメスキャン; TelomeScan）[20]
  - 説明：特許を取得したウイルスを使用して、上皮系と間葉系との両方の表現型の、生きている末梢血循環腫瘍細胞（CTC）を検出することのできる、がん診断プラットフォーム
  - 適応症：非小細胞肺がん、子宮頸がん、膵がんの各検査
- OBP-1101（テロメスキャンF35; TelomeScan F35）（総称「テロメスキャン」にOBP-401と共に含めることもある）[20]
  - 説明：35型のアデノウイルスのウイルスファイバーを導入することで感染性を高めた、改良型テロメスキャン

## 開発・製造・販売権の導出
OBP-301の開発・製造・販売権は、まず2016年11月30日、中国、香港およびマカオに関してハンルイ（江苏恒瑞医药股份有限公司）（略称：恒瑞）(Hengrui ; Jiangsu Hengrui Medicine Co., Ltd.）への導出（ライセンスアウト）とハンルイからの契約一時金受領（金額非開示）の契約を締結した。さらに2017年12月15日、ハンルイからの第一回マイルストーン（開発進展に応じた報酬）の受領（金額非開示）に成功と発表した。
2019年4月8日、中外製薬への日本国内の開発・製造・販売権導出と中外製薬からの契約一時金（5.5億円）受領に成功した。同日（一部地域を除く）全世界の開発・製造・販売権の独占的オプション権もオンコリスバイオファーマから中外製薬に付与した。中外製薬は本独占的オプション権を行使した場合、オンコリスに支払う総額は500億円以上で、それと別に販売ロイヤリティを支払うことが記載されている。中外製薬はロシュグループであり、本オプション権の行使が待望されている。
2019年12月13日には、現在進行中のOBP-301の臨床試験で事前設定基準を満たしマイルストーンを達成したとして、中外製薬から契約に基づき第1回マイルストーンとして5億円を受領することになったことが発表され、順調に進捗している。

## 先駆け審査指定の獲得
上市までのスピードアップとして、テロメライシン（OBP-301）は厚生労働省の先駆け審査指定制度 の対象品目への指定に応募し、2019年4月8日、指定を得た。
指定理由は募集要件を以下のとおり満たしたため：①正常細胞では増殖せず癌細胞を破壊する。画期性が高い。②従来の食道癌の放射線単独療法の治療効果は不十分。③本剤は国内での2つの臨床試験 (計17例) が実施され、高い有効性を示唆 (食道局所完全奏効率70.6％)。④本剤は国内外で臨床試験を実施中で、世界に先駆けて日本で承認申請予定」
先駆け審査指定対象品目に選ばれたので、医薬品の審査は通常12カ月目標のところ、医薬品医療機器総合機構（PMDA）が行う事前評価の活用で6カ月目標に短縮される。
テロメライシンの日本国内導出に伴い、本指定を受けた申請者はオンコリスバイオファーマから中外製薬になった。
誤解されがちであるが、制度として先駆け審査指定が受けられても、第III相試験が不要になるわけではない。「場合によっては第III相試験の結果の承認申請後の提出を認める」となっている。これでも、通常は第III相試験が終わるまで承認申請できずに待つ期間が、オーバラップによって節約できることがある。

## 事業所
- 本社
- 神戸リサーチラボ（兵庫県神戸市中央区港島南町6-7-4 神戸健康産業開発センター（HI-DEC） 2階）
  - オフィス
  - 検査センター

## 子会社
- Oncolys USA Inc.（本社：米国ニュージャージー州）（President: 樫原康成, VP: Talia Biran）

## 主要投資先
- Unleash Immuno Oncolytics（アンリーシュ）- スーパーテロメライシンの共同開発先であり投資先[30]
- Precision Virologics, Inc.（プレシジョン）- アデノウイルスのプラットフォームを使ったジカウイルス等へのワクチンの研究開発の投資先[31]

## 社名の由来
- 社長の浦田によれば、当社は腫瘍溶解ウイルス療法を開発する会社なので、腫瘍（がん）を意味するラテン語の onco- と、溶かしてしまうことの lysisとから、「がんを殺す」とか「がんを溶かしてしまう」という意味でoncolysisという医学用語にしようとした。しかし、たいへん言いにくいので Oncolys（オンコリス） というちょっと可愛い名前にしてしまった、という[32]。

## 受賞
- 第5回日本バイオベンチャー大賞 文部科学大臣賞受賞（主催：フジサンケイ ビジネスアイ）（2007年9月）
- Licensing Executives Society （アメリカ、カナダ）年次総会 産官学連携部門 平成23年度 Deals of Distinction Awards 受賞: OBP-601（Censavudine）ライセンス導出に対して（2011年11月）

## 次世代の治療のビジョン
社長コラムに『がんを切らずに済ます』として記されている。

## 沿革
| 年     | 月日     | 項目 |
| ------ | -------- | --- |
| 2004年 | 5月18日  | 会社設立（東京都港区六本木2-3-9 ユニオン六本木） |
| 2005年 | 5月      | テロメスキャン（OBP-401）が、NEDO助成事業に採択 |
| 2006年 | 3月      | 米国FDAにテロメライシン（OBP-301）の治験を申請 |
|        | 6月      | 米Yale大学から新規HIV感染症治療薬の全世界独占的ライセンスを導入し、OBP-601と命名して研究開発 |
|        | 10月     | 京都研究センターを京都府京都市に開設 |
|        |          | テロメライシン（OBP-301）のPhase I 臨床試験を米国にて開始 |
| 2007年 | 6月      | Tacere Therapeutics, Inc.（米国）とC型肝炎治療薬OBP-701に関する戦略的共同研究契約を締結 |
|        | 11月     | 京都研究センターを兵庫県神戸市に移転し、神戸研究センターとする |
| 2008年 | 3月      | Medigen Biotechnology Corp.（台湾）とテロメライシン（OBP-301）に関する戦略的提携契約を締結 米国食品医薬品局（FDA）へOBP-601（Censavudine）の治験申請                                                                                 |
|        | 5月      | OBP-601（Censavudine）のPhase Ia 臨床試験を米国にて開始 |
|        | 8月      | フランス保健製品衛生安全庁（AFSSAPS）へOBP-601（Censavudine）のPhase Ib/IIa臨床試験の実施許可を申請 |
| 2009年 | 1月      | OBP-601（Censavudine）のPhase Ib/IIa 臨床試験をフランスにて開始 |
|        | 10月     | アステラス製薬株式会社と新規分子標的抗がん剤の全世界における独占的ライセンス導入契約を締結し、OBP-801として研究・開発に着手 |
| 2010年 | 7月      | テロメスキャン（OBP-401）が、NEDOの平成22年度「イノベーション実用化開発費助成金」の助成事業に採択 |
|        | 12月     | Bristol-Myers Squibb Co.（米国）とOBP-601（Censavudine）に関するライセンス導出契約を締結 |
| 2011年 | 4月      | 独立行政法人医薬基盤研究所と新規検査薬テロメスキャンF35（OBP-1101）の全世界における独占的ライセンス導入契約を締結し、研究・開発に着手                                                                                                |
|        | 6月      | テロメスキャン（OBP-401）を初めとする検査薬事業を承継させるために、新設分割によりオンコリスダイアグノスティクス株式会社を設立 |
|        | 10月     | Bristol-Myers Squibb Co.（米国）から第1回マイルストーンを受領 |
| 2012年 | 3月      | OBP-601（Censavudine）のPhase IIb 臨床試験がBristol-Myers Squibb Co.（米国）によって世界17ヵ国94施設で開始され、第2回マイルストーンを受領                                                                                            |
|        | 4月      | 連結子会社であるオンコリスダイアグノスティクス株式会社を吸収合併 |
|        | 8月      | 順天堂大学とテロメスキャン（OBP-401）を用いた共同研究契約締結 |
|        | 9月      | 独立行政法人国立病院機構呉医療センター・中国がんセンターとテロメスキャン（OBP-401）を用いた共同研究契約締結 |
|        | 11月     | テロメスキャン（OBP-401）が、JSTの研究成果最適展開支援プログラム（A-STEP）の平成24年度「フィージビリティスタディ（FS）ステージ シーズ顕在化タイプ」に採択                                                                            |
| 2013年 | 2月      | Geron Corporationと全世界におけるヒトテロメラーゼ逆転写遺伝子（hTERT＝human Telomerase Reverse Transcriptase）プロモーターの特許について、がんに関連する検査用途での独占的な実施権の許諾に関する契約締結                             |
|        | 5月      | OBP-801が、NEDOの「イノベーション実用化ベンチャー支援事業」に採択 |
|        | 12月     | 東京証券取引所マザーズ市場に上場 |
| 2014年 | 5月      | OBP-801が、NEDOの「イノベーション実用化ベンチャー支援事業」に採択 |
|        | 11月     | テロメライシン（OBP-301）のPhase I/II 臨床試験を台湾にて開始 |
|        |          | 米国食品医薬品局（FDA）へOBP-801の治験申請 |
|        | 12月     | WONIK CUBE Corp.（韓国）とテロメスキャンF35（OBP-1101）の韓国でのライセンス導出契約を締結 |
| 2015年 | 5月      | エピジェネティックがん治療薬OBP-801のPhase I 臨床試験を米国にて開始 |
|        | 7月      | テロメスキャン（OBP-401）をキナーゼ阻害剤の開発に特化したDeciphera Pharmaceuticals, LLC（米国）へ有償販売開始 |
|        | 8月      | 第2世代テロメライシンOBP-702及びOBP-405の研究・開発に着手 |
|        | 11月     | Liquid Biotech USA, Inc.（米国）とテロメスキャン（OBP-401）のライセンス契約の締結及び北米での事業展開に関する業務提携開始 |
|        | 12月     | テロメスキャン（OBP-401）がDeciphera Pharmaceuticals, LLC（米国）の抗がん剤開発において有効性検証に用いられることが決定 |
| 2016年 | 3月      | Liquid Biotech USA,Inc.（米国）より、テロメスキャン（OBP-401）の研究開発進捗に伴うマイルストーンを受領 |
|        | 4月      | 国立大学法人岡山大学大学院 医歯薬学総合科学研究科 産学官連携センター・おかやまメディカルイノベーションセンター（OMIC）に、オンコリスバイオファーマ岡山研究センターを共同研究拠点として開設                                           |
|        | 5月      | 台湾・韓国におけるテロメライシン（OBP-301） Phase I/Ⅱ 臨床試験の最大用量投与が完了 |
|        |          | LBR Regulatory and Clinical Consulting Services, Inc.（米国）とHIV感染症治療薬OBP-601(Censavudine)に関するオプション契約を締結 |
|        | 8月      | 国立研究開発法人国立がん研究センター東病院先端医療科の土井俊彦先生の研究グループと、進行性又は転移性固形癌患者を対象とした腫瘍溶解ウイルス テロメライシン（OBP-301）と他の治療法との併用による効果検討に関する医師主導治験契約を締結 |
|        |          | 悪性黒色腫を対象とする米国でのテロメライシン（OBP-301）PhaseⅡ 臨床試験のプロトコール申請 |
|        | 9月      | 医薬品及び検査薬のライセンス契約締結活動及び研究開発活動の加速を目的として、100％子会社Oncolys USA Inc.を米国デラウェア州に設立し、ニュージャージー州で活動開始                                                                      |
|        | 10月     | テロメスキャン（OBP-401）について、株式会社DNA チップ研究所と、去勢抵抗性前立腺がん（CRPC）治療薬のコンパニオン診断薬としての可能性を検討する共同研究契約を締結                                                                      |
|        | 11月     | ハンルイと、テロメライシン（OBP-301）の中国、香港、マカオにおける独占的ライセンス契約を締結 |
| 2017年 | 3月14日  | 日本国内初のテロメライシン（OBP-301)企業治験申請 |
|        | 3月24日  | テロメライシンに関する戦略的アライアンス改訂契約締結 |
|        | 3月28日  | 次世代テロメライシンに関する共同研究契約締結 |
|        | 3月29日  | ワシントン大学発新興感染症ワクチン事業への出資 |
|        | 6月27日  | テロメライシン（OBP-301）と抗PD-1抗体ペムブロリズマブの併用に関する医師主導治験実施申請 |
|        | 7月7日   | テロメライシン（OBP-301）食道癌Phase I企業治験第一例目への投与開始 |
|        | 7月28日  | テロメライシン（OBP-301)メラノーマPhase II企業治験 第一例目投与 |
|        | 11月14日 | テロメスキャンに関する順天堂大学との共同研究契約締結 |
|        | 12月13日 | テロメライシン（OBP-301）と抗PD-1抗体ペムブロリズマブの併用に関する医師主導治験 第一例目への投与開始 |
|        | 12月15日 | テロメライシンの中国ライセンス契約に関するマイルストーン達成 |
| 2018年 | 2月16日  | 新規腫瘍溶解ウイルス開発に特化した米国バイオベンチャーへの出資および株式譲受 |
|        | 3月26日  | テロメライシン（OBP-301)食道がんPhase I臨床試験 高用量群（Cohort 2）への移行 |
|        | 5月23日  | 英Stabilitech社とのテロメライシン製剤改良に関するライセンス契約締結 |
| 2019年 | 1月7日   | 米コーネル大学とのテロメライシン・PD-1抗体ペムブロリズマブ併用PhaseII医師主導治験契約締結 |
|        | 4月8日   | 「先駆け審査指定制度」の対象品目にがんのウイルス療法テロメライシン（OBP-301）が指定 |
|        |          | がんのウイルス療法「テロメライシン（OBP-301）」に関する独占的ライセンス契約および資本提携契約の締結 |
|        |          | 資本業務提携及び第三者割当による新株式の発行 |
|        | 5月7日   | テロメライシンの独占的ライセンス契約に関する契約一時金受領 |
|        | 5月13日  | 米コーネル大学におけるテロメライシン（OBP-301）とペムブロリズマブ併用Phase2医師主導治験 第一例目への投与開始 |
|        | 5月30日  | 第55回米国臨床腫瘍学会にて胃がん・胃食道接合部がんを対象としたテロメライシンとPD-1抗体ペムブロリズマブ併用医師主導治験プロトコル発表                                                                                                 |
|        | 8月2日   | がんのウイルス療法テロメライシン開発の戦略的な方針変更並びに資金使途変更 |
|        | 9月24日  | 放射線併用食道がんPhase1企業治験DSMB（データ安全性モニタリング委員会）評価完了 |
|        | 10月30日 | 次世代テロメライシンOBP-702に関する岡山大学との業務請負契約締結 |
|        | 11月29日 | 検査事業におけるライセンス契約 |
|        | 12月12日 | がんのウイルス療法「テロメライシン（OBP-301）」のライセンス契約に係わるマイルストーン５億円達成 |